# Angraecinae
Angraecinae é uma subtribo de plantas da família das orquídeas (Orchidaceae). Seus membros caracterizam-se por serem plantas de caules reduzidos a alongados e folhas dística duplicativas, que foram perdidas em algumas espécies; inflorescências laterais com uma a muitas flores, de minúsculas a grandes, dotadas de nectário desenvolvido atrás do labelo; antera incumbente, terminal, operculada, e duas políneas com com um ou dois estipes e viscídio bem definidos; o rostelo é profundamente fendido e o estigma inteiro.

## Filogenia
Estudos moleculares de 2006, mostraram que as subtribos Angraecinae e Aerangidinae são polifiléticas e indivisíveis, com gêneros e espécies bastante misturados entre as duas de modo que, para tornarem-se monofiléticas, deveriam ser unificadas com o nome de Angraecinae. A subribo é uma das três, ou quatro se considerarmos Aerangidinae em separado, junto com as monofiléticas Aeridinae e Polystachyinae, que compõe a tribo Vandeae de Orchidaceae.

## Gêneros
Os seguintes gêneros fazem parte desta subtrinbo:
- Aeranthes Lindl., 1824 (47 spp.)
- Ambrella H. Perrier., 1934 (1 sp.)
- Angraecum Bory, 1804 (219 spp.)
- Bonniera Cordem., 1899 (2 spp.)
- Calyptrochilum Kraenzl. (2 spp.)
- Cryptopus Lindl. (4 spp.)
- Jumellea Schltr., 1914 (58 spp.)
- Lemurella Schltr., 1925 (4 spp.)
- Lemurorchis Kraenzl., 1893 (1 sp.)
- Neobathiea Schltr., 1925 (5 spp.)
- Oeonia Lindl., 1826 (6 spp.)
- Oeoniella Schltr., 1918 (2 spp.)
- Ossiculum P.J.Cribb & Laan, 1986 (1 sp.)
- Podangis Schltr., 1918 (1 sp.)
- Sobennikoffia Schltr., 1925 (4 spp.)
- Campylocentrum Lindl., 1835 (66 spp.)
- Dendrophylax Rchb.f. (12 spp.)

Os seguintes gêneros, provenientes de Aerangidinae, agora também fazem parte de Angraecinae:
- Aerangis - Ancistrorhynchus - Angraecopsis - Beclardia - Bolusiella - Cardiochilus - Chamaeangis - Chauliodon - Cyrtorchis - Diaphananthe - Dinklageella - Distylodon - Eggelingia - Erasanthe[3] - Eurychone -Listrostachys - Margelliantha - Microcoelia - Microterangis - Mystacidium - Nephrangis - Plectrelminthus - Podangis - Rangaeris - Rhaesteria - Rhipidoglossum - Solenangis - Sphyrarhynchus - Summerhayesia - Taeniorrhiza - Triceratorhynchus - Tridactyle - Ypsilopus